# Jonathan Randal
Pour les articles homonymes, voir Randall.
Jonathan Randal est un grand reporter américain et spécialiste du Moyen-Orient né en 1933 à Buffalo (New York, États-Unis). Après avoir fait ses débuts pour Time Magazine en 1961, il passa par le New York Times en 1965 pour lequel il fut correspondant en Pologne. Il rejoint le Washington Post en 1969, d'abord comme correspondant à Paris avant de devenir correspondant de guerre.
Au cours de sa carrière, il a notamment couvert la guerre du Viêt Nam et la guerre du Liban.
Il préside le jury de la 21e édition du Prix Bayeux-Calvados des correspondants de guerre.